# Joe Morgan
Joe Leonard Morgan (født 19. september 1943 i Bonham, Texas, USA, død 11. oktober 2020) var en professionel baseballspiller optaget i Baseball Hall of Fame. Morgan var aktiv fra 1963-1984 og spillede for Houston Astros, Cincinnati Reds, San Francisco Giants, Philadelphia Phillies samt Oakland Athletics. Hans defensive position var 2. base. Morgan bliver betragtet som en af de bedste 2. basemænd i historien og sabermetrics-guruen Bill James har i sin bog, New Bill James Historical Baseball Abstract, placeret Joe Morgan som den bedste nogensinde.
Joe Morgan var efter den aktive karriere kommentator for den amerikanske sportskanal ESPN.

## Karriere som spiller
Joe Morgan skrev kontrakt med Houston Astros i 1962 (mens de stadig hed Colt .45's) og fik sin debut i MLB 21. september 1963. Det var dog først fra 1965, at Morgan blev fast mand hos Houston. Med 2 All-Star-kampe og en 2.-plads i Rookie of the Year-afstemningen i 1965, havde Joe Morgan en solid karriere hos Astros.
Efter 1971-sæsonen blev Joe Morgan byttet til Cincinnati Reds, hvor han tilbragte de næste 8 sæsoner. I den periode var Morgan en af baseballspillets absolutte superstjerner, og sammen med bl.a. Pete Rose og Johnny Bench var Morgan en del af et Reds-hold, der var så stærkt, at det fik tilnavnet The Big Red Machine. Dette hold vandt World Series både i 1975 og 1976, og begge år vandt Joe Morgan NL MVP-prisen. I alle sine 8 år hos Reds blev Morgan valgt til All-Star-kampen, og fra 1973 til 1977 vandt han Gold Glove-prisen.
I de sidste år af sin karriere var Joe Morgan i slutspillet med Astros i 1980 (nederlag til Phillies i NLCS) og med Phillies i 1983 (nederlag til Baltimore Orioles i World Series). Derudover vandt Morgan en Silver Slugger-pris i 1982, mens han spillede for Giants. Joe Morgan spillede sin sidste kamp i MLB 30. september 1984 for Oakland.
I 1990 blev Joe Morgan nomineret til optagelse i Baseball Hall of Fame, og med næsten 82% af stemmerne kom Morgan ind i første forsøg.

## Karriere som kommentator
Siden sit karrierestop var Joe Morgan aktiv som kommentator non-stop, både som lokal kommentator for Cincinnati, San Francisco og Oakland, men også for de nationale tv-selskaber, ABC og NBC. Det er dog først og fremmest hos ESPN, at Morgan gjorde sig bemærket som kanalens førende ekspertkommentator, og fra 1990 dannede Morgan fast makkerpar med play-by-play-kommentatoren Jon Miller.

## Joe Morgan og sabermetrics
I 2000'erne opstod kritik af Joe Morgans evner som analytiker, en kritik som opstod i kølvandet af udgivelsen af bogen Moneyball, som handler om Oakland Athletics' general manager Billy Beane og hans måde at bruge sabermetrics i opbygningen af sit hold. Selvom Joe Morgan ved flere lejligheder indrømmede, at han aldrig havde læst Moneyball, havde det ikke afholdt ham fra at kritisere Beane for at have skrevet bogen (det på trods af, at det ikke er Beane, men forfatteren Michael Lewis, der har skrevet den), ligesom Morgan ikke havde tøvet med at kalde Beane, journalister og fans, der bruger sabermetrics, for "nørder, der spiller videospil"..